# Гапоник, Павел Николаевич
Гапо́ник Па́вел Никола́евич (бел. Гапо́нік Па́вел Мікала́евіч; 4 ноября 1941, деревня Гортоль, Ивацевичский район, Брестская область — 13 декабря 2013) — белорусский учёный, доктор химических наук, профессор Белорусского государственного университета. Внёс огромный вклад в развитие химии в области полиазотистых гетероциклов и алюминийорганических соединений. Наиболее значимый результат последнего десятилетия — сформировано и успешно развивается новое научное направление в химии гетероциклов.

## Биография
Родился 4 ноября 1941 г. в деревне Гортоль Ивацевичского района Брестской области. В 1960 году поступает на химический факультет Белорусского государственного университета и с этого момента вся его деятельность сосредоточена в этом месте. В 1965 году закончил химический факультет, в 1968 — аспирантуру. После окончания аспирантуры работал младшим научным сотрудником в БГУ. Кандидатскую диссертацию защитил в 1970. С 1971 года занимал должность старшего научного сотрудника химического факультета БГУ. В 1977 году утверждён ВАК СССР в учёном звании как «старший научный сотрудник». В 1978 году переведён в НИИ физико-химических проблем БГУ,где с 1986 г работал в должности ведущего научного сотрудника. В 2000 году защитил докторскую «N-Замещенные тетразолы. Синтез, свойства, строение и применение» в Санкт-Петербургском технологическом институте (техническом университете). В 2008 году ему было присвоено звание профессора.

## Научная деятельность
Основное направление научной деятельности связано с поиском эффективных методов получения металлоорганических (алюминийалкилы, ферроцены) и полиазотистых гетероциклических (в основном производные тетразола, включая комплексы с переходными металлами и полимеры) соединений, обладающих специфическими каталитическими свойствами, энергоёмкостью и биологической активностью.
Начиная с 1960-х Гапоник выполнил большой цикл исследований по синтезу и изучению свойств комплексно связанных алюминийорганических соединений с эфирами и аминами различной природы и дентатности. Определены особенности строения, энергии координационных связей, их влияние на реакционную способность алюминийорганических соединений и показана эффективность полученных соединений в качестве алкилирующих агентов и сокатализаторов в синтезе стереорегулируемых полимеров. С целью поиска эффективных катализаторов горения синтезирован и исследован ряд гетерометаллических производных ферроцена, а также солей феррицения, содержащих энергоёмкие анионы.
Большинство исследований 1970-1980-х гг. было связано с крупными научными программами, выполняемыми согласно постановлениям правительства и ГКНТ СССР в сотрудничестве со специалистами различных вузов, академических и отраслевых институтов (ФНПЦ «Алтай», Бийск; ЦНИИХМ, Москва; Ленинградский технологический институт и др.), творческие связи с которыми П. Н. Гапоник поддерживал до самой смерти Ряд разработок, выполненных при участии и под руководством П. Н. Гапоника, внедрены на профильных предприятиях, а способ синтеза поливинил-тетразола положен в основу гибкой технологии, внедрённой в производство на Ангарском заводе химреактивов.
В последние десятилетия под руководством П. Н. Гапоника сформировано и успешно развивается новое научное направление в химии полиазотистых гетероциклов: региоселективный синтез производных тетразола, открывшее новый подход к направленному получению и опытно промышленной технологии перспективных, но ранее малодоступных гетероциклических соединений. Впервые обнаружен и систематически исследован ряд электрофильных реакций по атомам азота и углерода тетразольного цикла (селективное N-алкилирование и кватернизация; аминометилирование, иодирование и меркурирование по циклическому атому углерода). Развиты новые представления о механизме взаимодействия электрофильных реагентов с тетразольными субстратами, разработаны эффективные методы, позволяющие получать практически любые региоизомеры тетразольного ряда. Методы селективного синтезу N-замещённых производных тетразола в кислотных средах нашли своё развитие и в химии 1,2,3- и 1,2,4-триазолов. Найдены новые области применения N-замещённых тетразолов: селективное извлечение благородных металлов, создание ультрафильтрационных мембран, дизайн молекулярных ферромагнетиков, синтез эффективных лекарственных субстанций нового поколения, стабилизации наноразмерных объектов.
Павел Николаевич Гапоник — автор более 400 научных работ, в том числе 12 обзоров и 35 авторских свидетельств на изобретения. Его статьи публиковались в ведущих научных журналах как на русском (Успехи химии, Журнал органической химии, Химия гетероциклических соединений и др.), так и на английском языках (Nature, ACS Nano, Dalton Transactions, Tetrahedron). Павел Николаевич взрастил целую плеяду учеников, в том числе 8 кандидатов химических наук, продолжающих его дело. Под его руководством защищено 3 кандидатские диссертации. На протяжении ряда лет проводит лабораторные и семинарские занятия на кафедрах химии высокомолекулярных соединений и неорганической химии химического факультета БГУ.

## Награды и премии
- Медаль «За трудовую доблесть»
- Изобретатель СССР

Также награждён грамотами Министерства образования РБ и БГУ.